# Sarvárivier 2
De Sarvárivier  (Zweeds: Sarvájåkka of -johka) is een rivier die stroomt in de Zweedse  gemeente Kiruna. De rivier ontstaat op de zuidelijke hellingen van de Olmaberg (Olmačohkka) en stroomt naar het zuiden. Ze is circa 5 kilometer lang.
Afwatering: Sarvárivier → (Torneträsk) → Torne → Botnische Golf